# Charles de L'Aubespine
Charles de L'Aubespine, marqués de Châteauneuf (22 de febrero de 1580 – 26 de septiembre de 1653) fue un diplomático y funcionario del gobierno francés.

## Biografía
Fue nieto de Claude de L'Aubespine, barón de Châteauneuf y perteneció a una familia de políticos y diplomáticos. Siendo abad, fue embajador de Francia en Holanda (1609), en los Países Bajos meridionales (1611-1616), en Valtelina (1626) y en Inglaterra (1629–1630).
Luego sirvió como el Guardián de los Sellos (ministro de justicia) desde 1630, cuando reemplazó a su sobrino Michel de Marillac, hasta 1633. Durante ese tiempo fue miembro de la comisión extraordinaria que condenó a muerte al mariscal Luis de Marillac y Henri, duque de Montmorency. Conspiró con la duquesa de Chevreuse en contra Richelieu (1633), y fue privado de su cargo y encarcelado en el castillo de Angulema, donde permaneció preso durante diez años.
Liberado a la muerte de Luis XIII, conspiró de nuevo contra Mazarino en el llamado Cabale des Importants (1643). Fue nombrado nuevamente Guardián de los Sellos de 1650 a 1651.
Murió en el château de Leuville (Essonne departamento) en 1653.